# Eresia alma
Eresia alma är en fjärilsart som beskrevs av Otto Staudinger 1885. Eresia alma ingår i släktet Eresia och familjen praktfjärilar. Inga underarter finns listade i Catalogue of Life.